# Ajalvir
Ajalvir es un municipio español ubicado al este de la Comunidad de Madrid, a 26 km de Madrid capital y a 12 km de Alcalá de Henares. Tiene una población de 4721 habitantes (INE 2020) y una extensión de 19,62 km².

## Toponimia
El nombre de este municipio proviene, según el profesor arabista Jaime Oliver Asín en su libro Historia del nombre Madrid, de fayy al-bi´r, topónimo que significa «camino ancho entre dos montañas» o «paso ancho del pozo»; en las últimas investigaciones el significado de «paso ancho del pozo» cobra más sentido, o también una simbiosis de ambos significados, ya que hacen referencia al viaje de agua o qanat de origen árabe que todavía existe en Ajalvir y discurre por el camino de las aguas, entre el cerro del Arenal y el de la Utrera y dispone de un Pozo Madre.

## Geografía

Término municipal de Ajalvir

Ajalvir limita por el norte con Cobeña, al este con Daganzo de Arriba, por el oeste con Paracuellos de Jarama y por el sur con Torrejón de Ardoz.
El municipio es cruzado por su justo centro por un riachuelo, posiblemente un afluente del arroyo de la Huelga. La zona es ligeramente montañosa (el pico más alto se denomina Cabeza Gorda de 767 metros) estando cerca del cerro del Tordo.

### Sectores urbanos
Está formado por treinta sectores urbanos:
| Nombre                        | Observaciones y tipología            |
| ----------------------------- | ------------------------------------ |
| Industrial Las Marineras      | Naves                                |
| Camino de Cobeña              | Naves                                |
| Industrial Calvario           | Naves                                |
| Casco Antiguo                 | Casco Antiguo                        |
| Industrial Conmar             | Naves                                |
| Industrial Conpisa            | Naves                                |
| Cruz de San Isidro            | Edificación abierta                  |
| Industrial Ajalvir 2000       | Naves                                |
| Industrial El Cabril          | Naves                                |
| San Roque                     | Unifamiliar hilera o adosado         |
| Industrial Los Olivos         | Naves                                |
| Zulema                        | Asentamiento primario                |
| Cantarranas                   | Unifamiliar hilera o adosado         |
| Goya                          | Unifamiliar hilera o adosado         |
| Industrial Entrerríos         | Naves                                |
| Los Testigos                  | Edificios no incluidos anteriormente |
| Industrial Ramarga            | Naves                                |
| Polideportivo Ajalvir         | Zona deportiva                       |
| Industrial Manreal            | Naves                                |
| Industrial Los Madroños       | Naves                                |
| Industrial Juan y Antonio     | Naves                                |
| Industrial El Cubilete        | Naves                                |
| Industrial Jesús Cabrera      | Naves                                |
| Industrial Tres               | Naves                                |
| Industrial Los Álamos         | Naves                                |
| Industrial Cruz de San Isidro | Naves                                |
| Industrial Senderillo         | Naves                                |
| Industrial Soria              | Naves                                |
| Industrial ITP                | Naves                                |
| Industrial Seysa              | Naves                                |

## Demografía
Cuenta con una población de 4863 habitantes (INE 2024).
| Gráfica de evolución demográfica de Ajalvir entre 1842 y 2021 |
| |
| Población de derecho según los censos de población del INE Población de hecho según los censos de población del INEEn este censo se denominaba Ajalbir: 1842 Entre el censo de 1857 y el anterior, crece el término del municipio porque incorpora a 285004 (Daganzo de Abajo) Entre el censo de 1960 y el anterior, disminuye el término del municipio porque transfiere 285004 (Daganzo de Abajo) a 28053 (Daganzo de Arriba) |

El número de habitantes de este municipio ha ido creciendo durante las últimas décadas, fundamentalmente debido al auge de las redes de comunicación que facilitan la salida de la población a la periferia de la capital. El aumento poblacional se debe también al incremento de poblaciones de inmigrantes que poco a poco van llegando a este municipio. 

## Comunicaciones

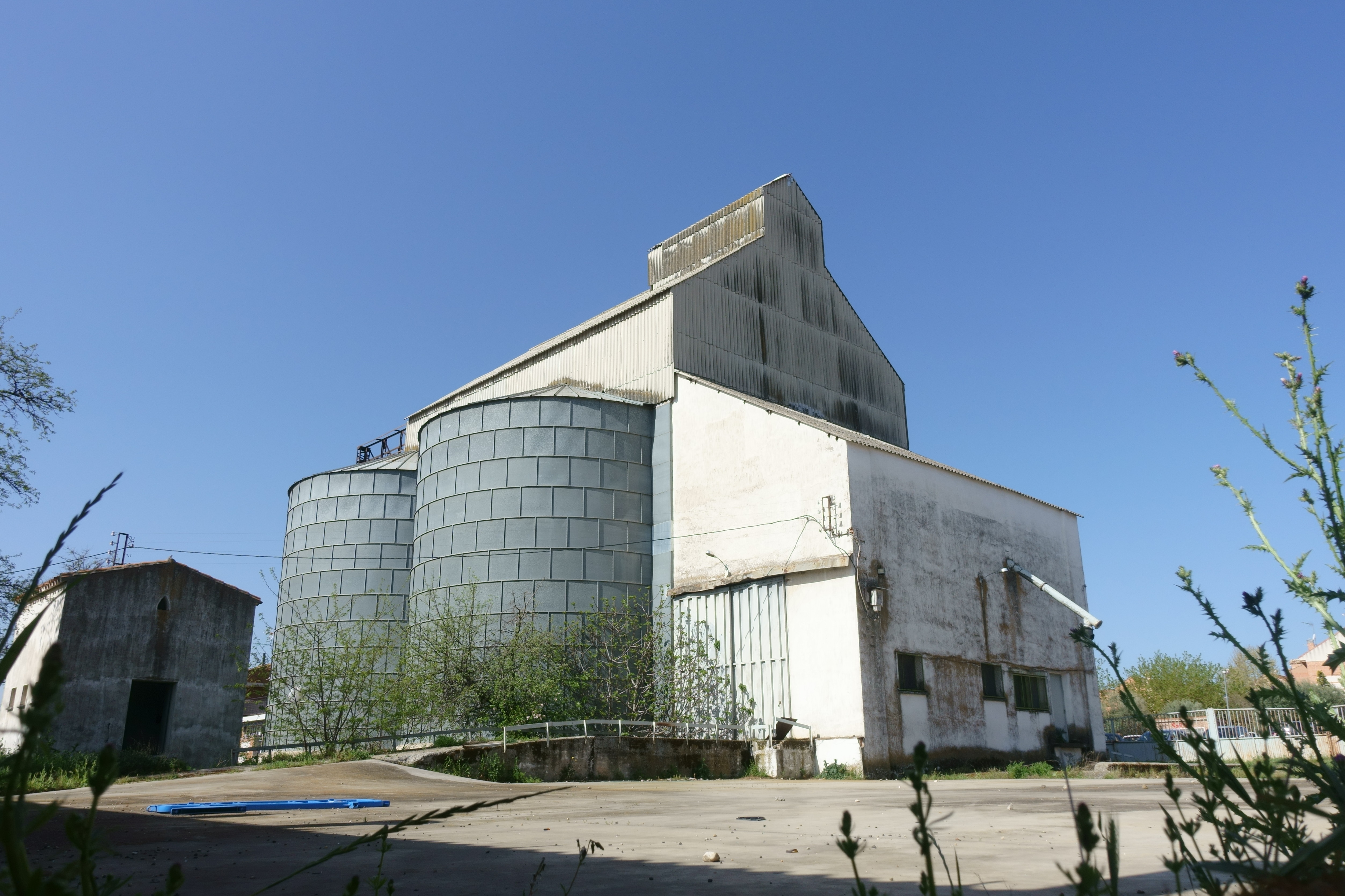
Silo de cereales de la Red Nacional de Silos y Graneros

Pasan cerca del municipio de Ajalvir las carreteras Nacional I (Burgos) y Nacional II (Zaragoza - Barcelona), la carretera M50, los desvíos de Torrejón de Ardoz y Algete respectivamente, conducen a este municipio. Cruza el municipio la carretera M-114 denominada carretera de Cobeña. Hoy en día existen empresas privadas de transporte que llevan pasajeros desde Alcalá de Henares, Torrejón de Ardoz y Madrid (Metro Barajas) a Ajalvir. 
Cuenta con seis líneas de autobús diurnas y una nocturna, teniendo una de ellas cabecera en el barrio de Canillejas, junto a la estación del metro. 
Los autobuses que pasan por el municipio de Ajalvir son:
| Línea | Recorrido                                          |
| ----- | -------------------------------------------------- |
| 215   | Torrejón de Ardoz - Paracuellos de Jarama          |
| 251   | Torrejón de Ardoz – Valdeavero - Alcalá de Henares |
| 252   | Torrejón de Ardoz – Daganzo - Alcalá de Henares    |
| 254   | Valdeolmos / Fuente el Saz – Alcalá de Henares     |
| 256   | Madrid (Canillejas) – Daganzo - Valdeavero         |
| FS2   | Torrelaguna – Alcalá de Henares                    |
| N204  | Madrid (Canillejas) - Paracuellos - Daganzo        |

## Servicios

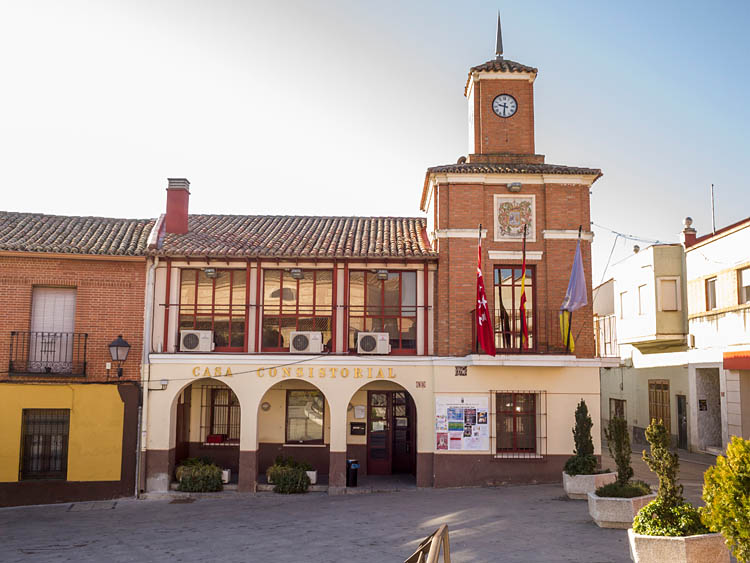
Casa consistorial

### Educación
En Ajalvir, hay una guardería y un colegio público CEIPSO de educación infantil, primaria y secundaria, desdoblado en dos edificios ubicados en diferentes lugares de la población.

### Instalaciones deportivas
Existe un polideportivo municipal que cuenta con pistas de tenis, pistas de pádel, campos multifunción, campo de fútbol de césped artificial, techado para las partidas de petanca, piscinas municipales y un pabellón cubierto con cancha multifunción.

## Monumentos y lugares de interés

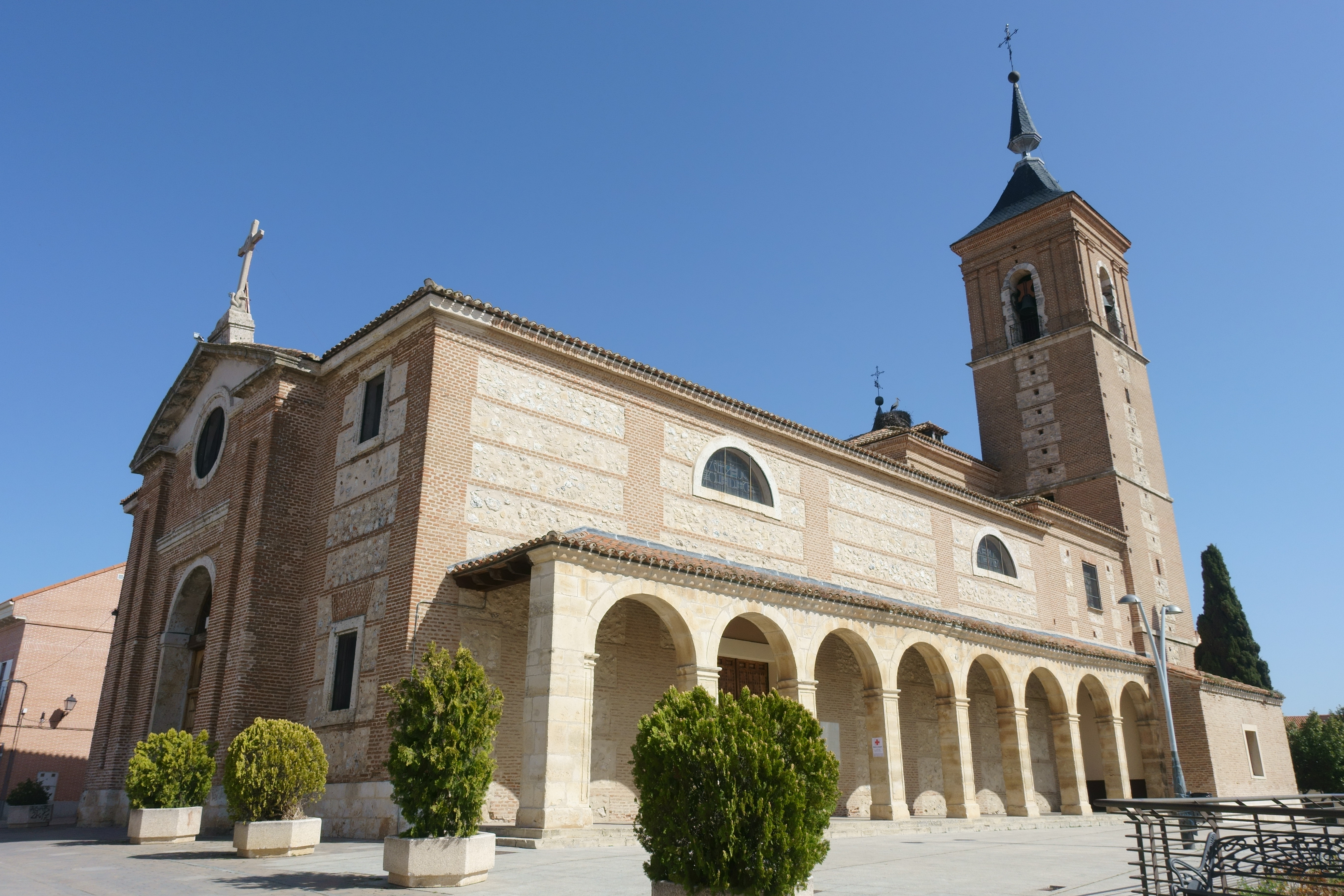
Iglesia de la Purísima Concepción

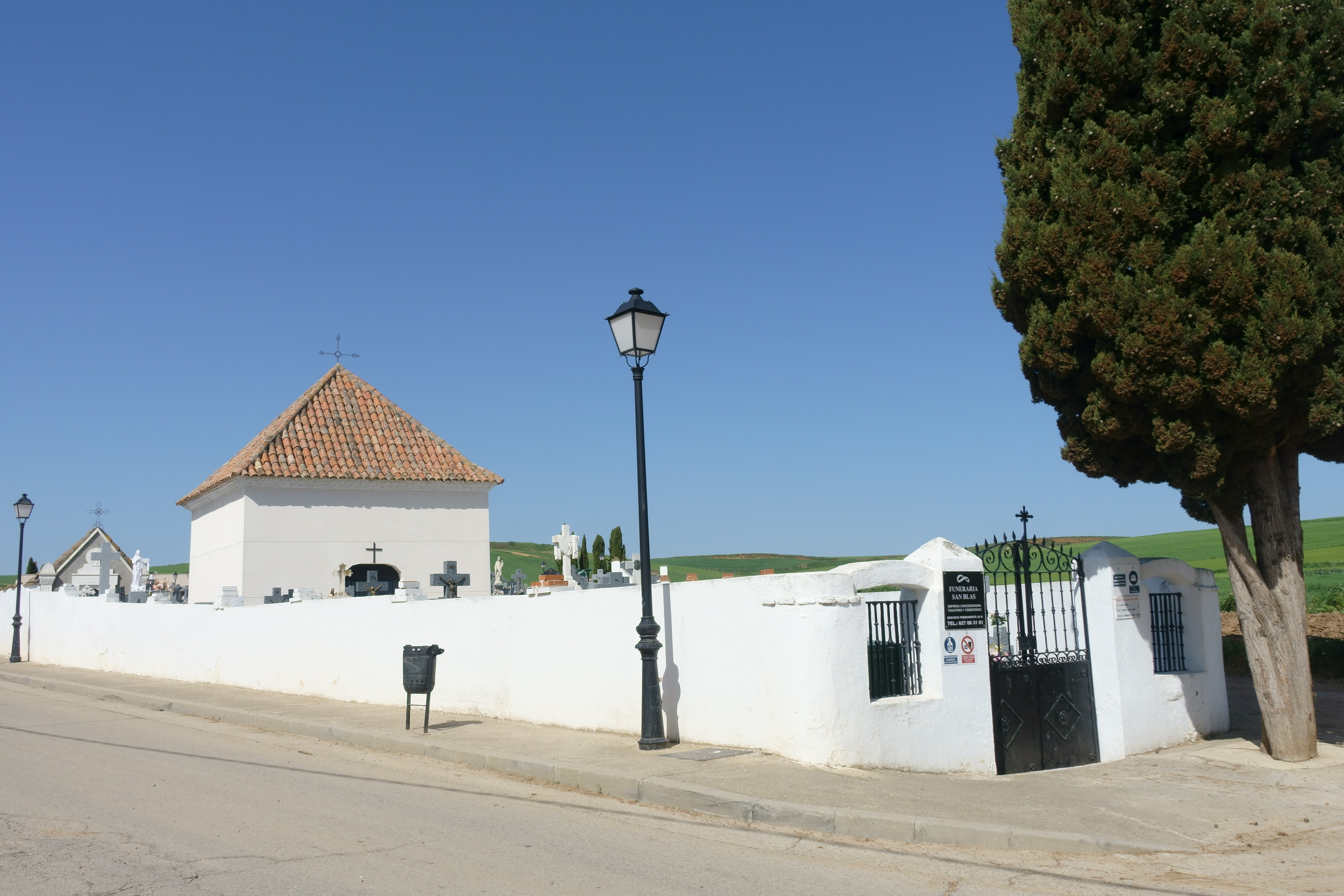
Ermita de la Soledad y cementerio

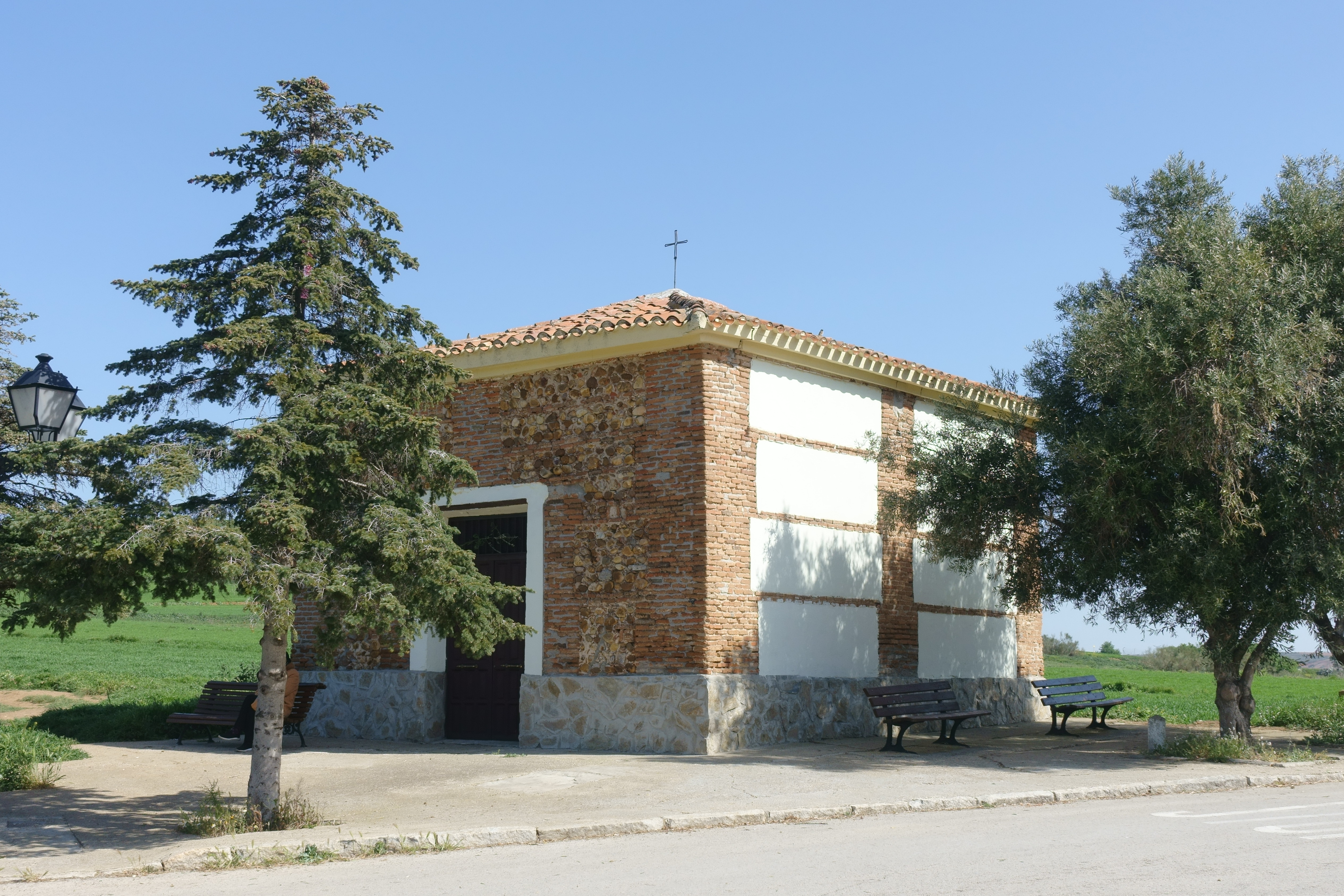
Ermita de San Roque

- Iglesia de la Purísima Concepción, del siglo XVIII. Está ubicada en la plaza de la Villa y consta de tres naves, no existe crucero en la planta, sin embargo sí hay crucero destacado en altura por medio de la cúpula, posee una torre y un pórtico exterior adosado. Al igual que muchas de las iglesias de los municipios españoles la ubicación se soporta sobre un templo de existencia anterior.
- Ermita de San Roque.
- Ermita de la Soledad, se encuentra ubicada cerca del cementerio municipal y su acceso es desde el camino del Calvario.

## Cultura

### Centros culturales
La localidad cuenta con la Casa de la Cultura, que funciona como centro para la realización de múltiples eventos culturales (exposiciones, cine, teatro, charlas y conferencias) y como centro de actividades para la población (cursos de pintura, danza, música, etc), la biblioteca municipal, integrada en el sistema de préstamo de libros electrónicos de la Comunidad de Madrid, que se complementa con un BiblioBus que visita la población quincenalmente, salón municipal de actividades socioculturales y un centro cívico con hogar del jubilado y centro joven.

### Fiestas
Existen dos días de fiesta oficial: San Blas, el día 3 de febrero; y en septiembre se celebra la Virgen de la Espiga en el fin de semana posterior al 8 de septiembre Natividad de Nuestra Señora; además de San Isidro, el día 15 de mayo. Es un pueblo de una arraigada tradición taurina y su feria taurina de San Blas es la primera del año, celebrándose a finales de enero. El primer fin de semana de febrero tiene lugar la suelta de reses y sus tradicionales encierros.